# 강창묵
강창묵(1984년 11월 23일 ~ )은 대한민국의 탤런트이다.

## 출연작

### 드라마
- 2012년 SBS 《신의》... 돌배 역
- 2012년 SBS 《맛있는 인생》... 사채 운전 역
- 2015년 MBC 《내 딸, 금사월》... 강만후 비서 역

### 영화
- 《금지된 장난》 (2013년)
- 《라라》 (2018년)